# 溪洛米乡
溪洛米乡，是中华人民共和国四川省凉山彝族自治州雷波县曾经下辖的一个乡。2020年6月，撤销溪洛米乡，设立永盛镇，以原溪洛米乡所属行政区域为永盛镇的行政区域。

## 行政区划
溪洛米乡撤销前下辖以下地区：
祛里密村、水落村、水田村、双龙村和锅洛村。